# Maison Pavlov
 (avril 2022).
Si vous disposez d'ouvrages ou d'articles de référence ou si vous connaissez des sites web de qualité traitant du thème abordé ici, merci de compléter l'article en donnant les références utiles à sa vérifiabilité et en les liant à la section « Notes et références ».

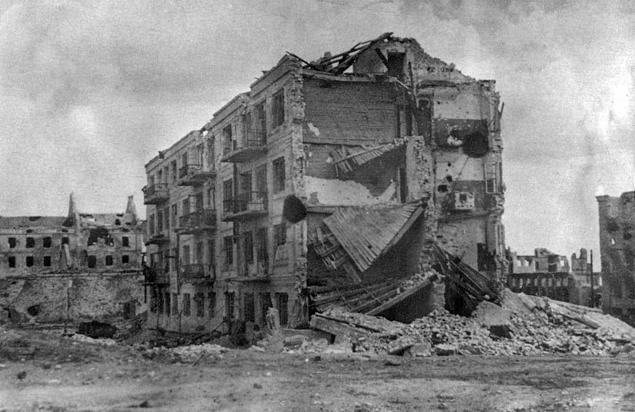
maison Pavlov

La maison Pavlov (russe : дом Павлова—dom Pavlova) est le nom d'un bâtiment fortifié tenu par les Soviétiques durant la bataille de Stalingrad du 27 septembre 1942 au 2 février 1943. Il tient son nom du sergent Yakov Pavlov qui a commandé un temps le peloton de la 13e division de la garde qui a pris et défendu le bâtiment.
La résistance de la maison Pavlov a été très utilisée par la propagande soviétique, qui a largement « enjolivé » l'Histoire. 

## Position stratégique durant la bataille de Stalingrad
Le bâtiment donne sur la place du 9 janvier, nommé d'après le Dimanche rouge de 1905. Il perd une partie de sa structure et de sa toiture lors de bombardements.
Le 27 septembre 1942, sur l'ordre du capitaine Naumov, un groupe du 42e régiment de la 13e division de la garde, dirigé par le sergent Yakov Pavlov accompagné de 3 hommes, le caporal Glouchtchenko et les soldats Tchernogolov et Aleksandrov, est envoyé en reconnaissance dans le bâtiment. Le trouvant peu gardé, ils réussissent à en prendre le contrôle.
Le bâtiment devient un poste d'observation important pour les soviétiques car, situé à l'angle de la place du 9 janvier, il offre une vue dégagée sur trois côtés et il couvre le "dépôt de locomotives", un bâtiment qui domine la Volga, seule voie de ravitaillement pour les troupes soviétiques. Le groupe du jeune sergent Pavlov est rapidement renforcé par la section de mitrailleuses du lieutenant Afanasiev qui prend le commandement, mais le bâtiment garde le nom de la première personne à y avoir pénétré. L'immeuble est raccordé aux positions russes par une tranchée et devient un véritable bastion avec mortiers, engins antichars et mitrailleuses, protégé des mines et des barbelés, hébergeant dans les étages des observateurs d'artilleries et des snipers. Les vagues successives de soldats allemands échouent à reprendre ce fort.
Alors que les assauts allemands ont cessé, car depuis le succès de l'opération Uranus le 23 novembre ce sont les Allemands qui sont encerclés, Pavlov est blessé dans la nuit du 24 au 25 novembre lors d'une attaque contre la maison blanche, de l'autre côté de la place. C'est de là que viennent les "58 jours de résistance" de la maison Pavlov ; mais la maison sera en réalité tenue par les Soviétiques jusqu'au 10 janvier 1943, date à laquelle la 13e division de la garde est envoyée vers l'usine Octobre rouge. Quand la division revient dans le secteur à la toute fin de la bataille, le 30 janvier, les Soviétiques trouvent la maison occupée par des Allemands et les en chassent.
Après la guerre, la 'Maison de Pavlov' a été reconstruite et est toujours utilisée comme immeuble d’appartements. Un mémorial composé de briques issues des ruines de la bataille a été installé contre une des façades de l'immeuble (façade "Est", face à la Volga). Le bâtiment et le mémorial se situent en face du 'Moulin' (dernier vestige de la bataille de Stalingrad dans le centre de Volgograd) et du musée de la bataille de Stalingrad.